# Кутня
Ку́тня (бел. Кутня) — деревня в составе Волковичского сельсовета Чаусского района Могилёвской области Республики Беларусь.

## История
Упоминается не позднее 1633 года (в бытность Льва Сапеги могилевским старостой) как село в составе Осовецкого войтовства Могилевской волости в Оршанском повете ВКЛ. В 1653 г. упоминается церковь.
В 1865 году центр Кутнянской волости Быховского уезда Могилевской губернии.

## Население
- 2010 год — 98 человек